# Ville-sur-Terre
Ville-sur-Terre é uma comuna francesa na região administrativa de Grande Leste, no departamento de Aube. Estende-se por uma área de 16,1 km². Em 2010 a comuna tinha 107 habitantes (densidade: 6,6 hab./km²).